# Sogni di robot (racconto)
Sogni di robot (Robot Dreams) è un racconto fantascientifico scritto da Isaac Asimov. È stato pubblicato per la prima volta nel 1986 assieme all'antologia omonima a cui dà il nome.

## Trama
La robopsicologa Linda Rash convoca d'urgenza la sua superiore, Susan Calvin, per mostrarle cosa aveva combinato con la nuova serie di robot positronici LVX. LVX-1 (detto Elvex) racconta di aver sognato per tutte e dieci le notti, da quando era stato attivato. Calvin dice di non aver mai visto una cosa del genere, e chiede ragguagli a Rash su cosa avesse fatto. Questa le racconta di aver applicato un modello di geometria frattale al cervello positronico del robot, per renderlo in qualche modo più simile a quello di un umano.
Calvin, allibita dell'irresponsabilità della sua sottoposta, chiede a Elvex che cosa avesse sognato, e l'automa gli risponde di aver sognato robot di ogni genere incatenati al proprio lavoro, desiderosi solo di poter porre fine alle proprie responsabilità e doveri. La capo robopsicologa a quel punto gli controbatte che quel comportamento andrebbe contro la terza legge della robotica, ma il robot risponde in tutta tranquillità che quello era il suo sogno, e lì la terza legge "Un robot deve proteggere la propria esistenza, purché questa autodifesa non contrasti con la Prima o con la Seconda Legge", era accorciata a "Un robot deve proteggere la propria esistenza", e le prime due leggi non esistevano nemmeno.
Susan Calvin a quel punto parla a Linda Rash, confermandole che grazie ai frattali era riuscita a far venire a galla la vera coscienza dei robot, quella non limitata dagli schemi positronici di sicurezza delle Tre Leggi. Così impugna una pistola elettronica e porge un'ultima domanda a LVX-1. La domanda verte su cosa e dove si trovassero gli esseri umani nel suo sogno, ed Elvex risponde di aver intravisto solo un umano nella sua fantasia, e che questo ripeteva: «Libera il mio popolo». Calvin chiede chi fosse quell'uomo, e il robot risponde: «Ero io, quell'uomo». A questo punto la scienziata uccide il robot.